# Round Trip (The Knack)
Round Trip è il terzo album in studio del gruppo musicale statunitense The Knack, pubblicato nel 1981.

## Tracce
1. Radiating Love – 4:42
2. Soul Kissin' – 3:40
3. Africa – 4:34
4. She Likes the Beat (Doug Fieger) – 3:04
5. Just Wait and See – 3:04
6. We Are Waiting (Doug Fieger, John Corey) – 4:25
7. Boys Go Crazy (Doug Fieger) – 2:48
8. Lil' Cals Big Mistake – 3:45
9. Sweet Dreams (Doug Fieger) – 3:37
10. Another Lousy Day in Paradise – 3:34
11. Pay the Devil (Ooo, Baby, Ooo) (Berton Averre) – 4:13
12. Art War – 4:13